# Bärenklau (Altenberg)

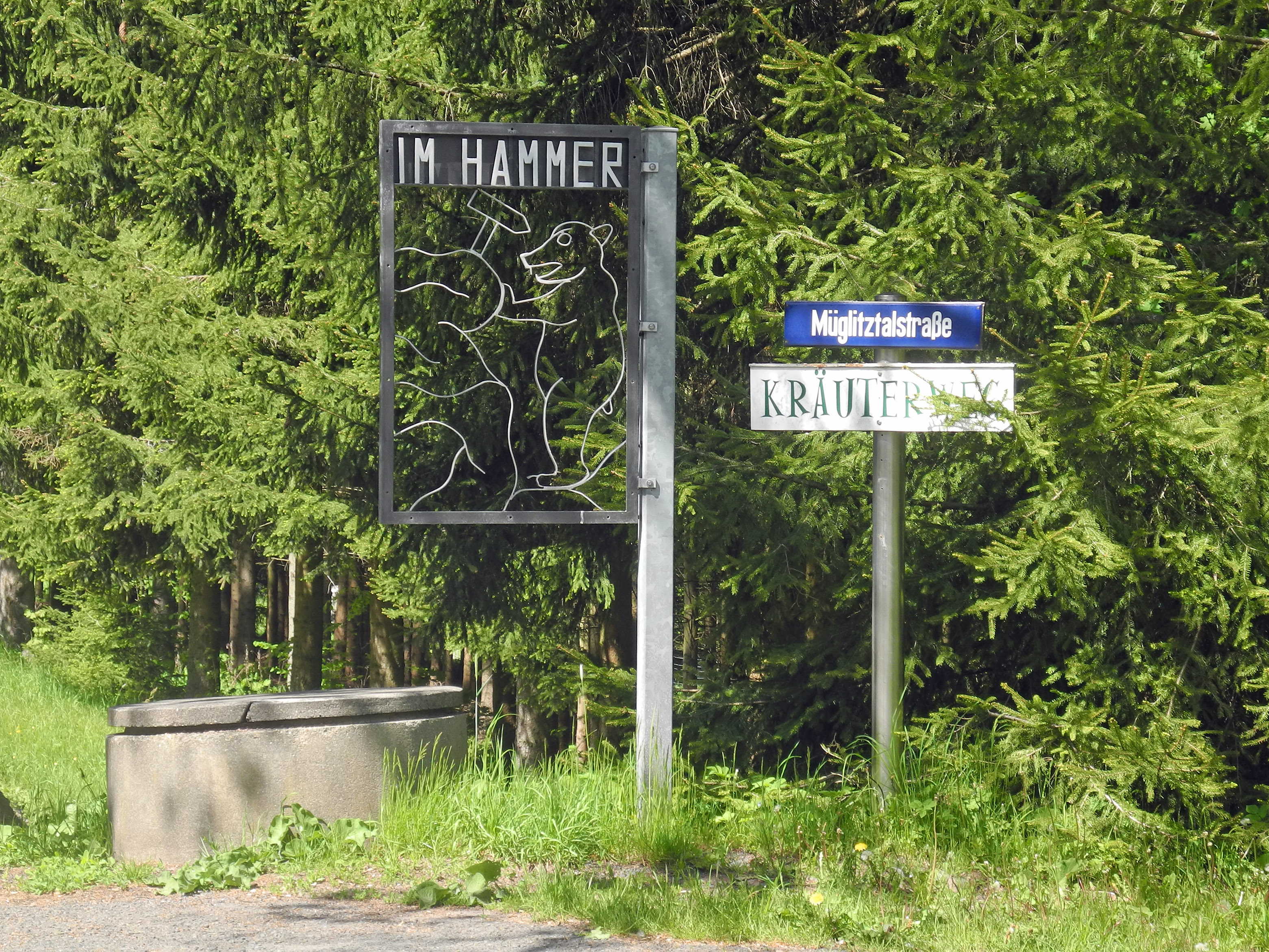
Ortslage Bärenklau - Im Hammer

Bärenklau ist ein Ortsteil des Ortes Bärenstein, das heute zu Altenberg (Landkreis Sächsische Schweiz-Osterzgebirge) gehört. 
Im Jahr 1654 war der Ort ein Hammergut, 1791 ein Hammerwerk, das grundherrschaftlich zum Rittergut Bärenstein (Amt Pirna) gehörte. Aus dem Hammerwerk entwickelte sich schließlich ein Vorwerk mit einer Häusergruppe. 1867 erbaute Otto Raffloer hier eine Pappenfabrik. Die Verwaltungszugehörigkeit von Bärenklau lag 1875 bei der Amtshauptmannschaft Dippoldiswalde. Im Jahr 1834 wohnten 18 Menschen im Ort, 1875 waren es 48. Die Schreibweise des Ortsnamens blieb seit 1654 gleich. In der DDR-Zeit befand sich das Genesungsheim „Georgi Dimitroff“ in Bärenklau.